# Martin-Guillaume Biennais
Martin-Guillaume Biennais (La Cochère, 29 aprile 1764 – Parigi, 27 marzo 1843) è stato un orafo e argentiere francese.

## Biografia

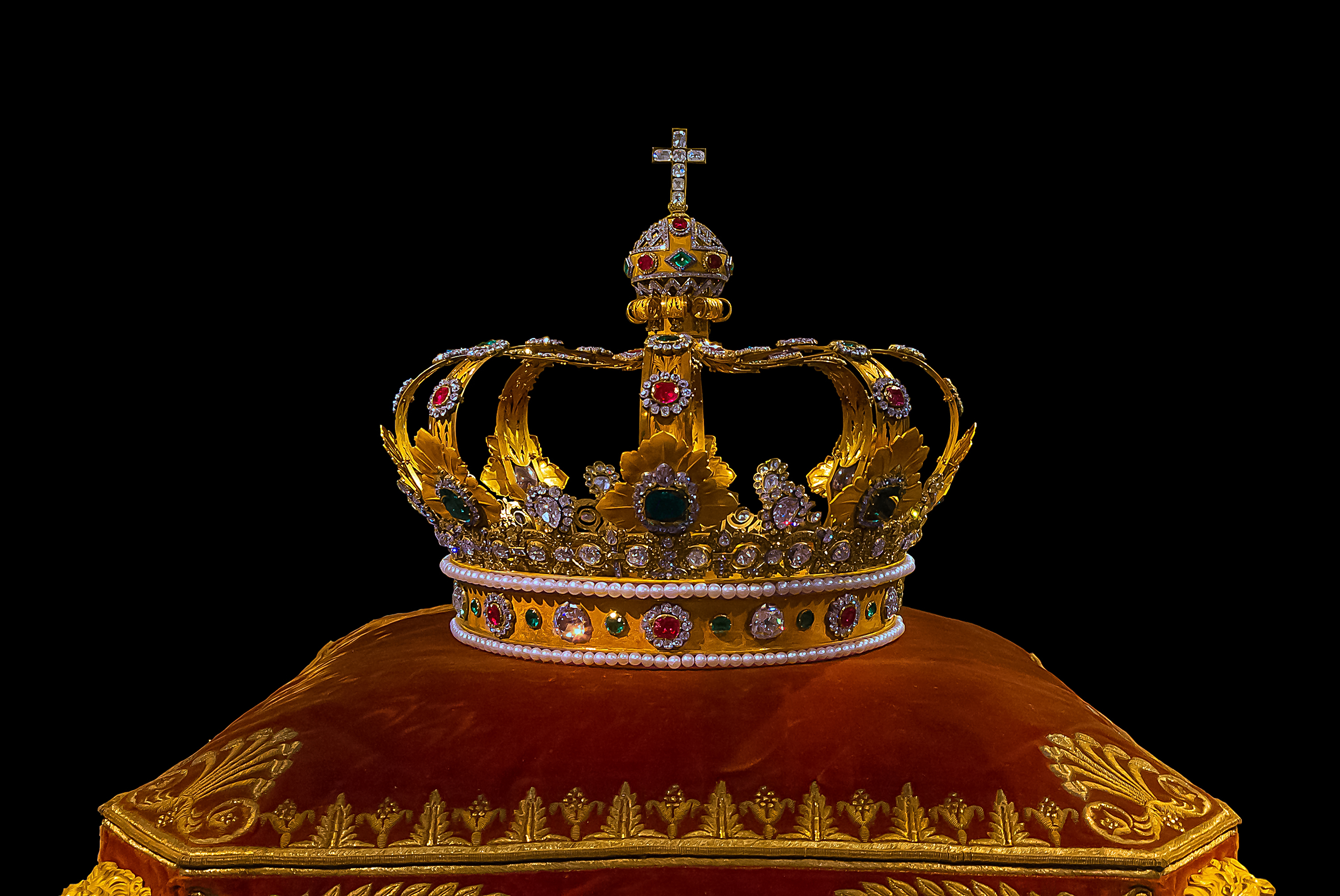
Corona del re di Baviera

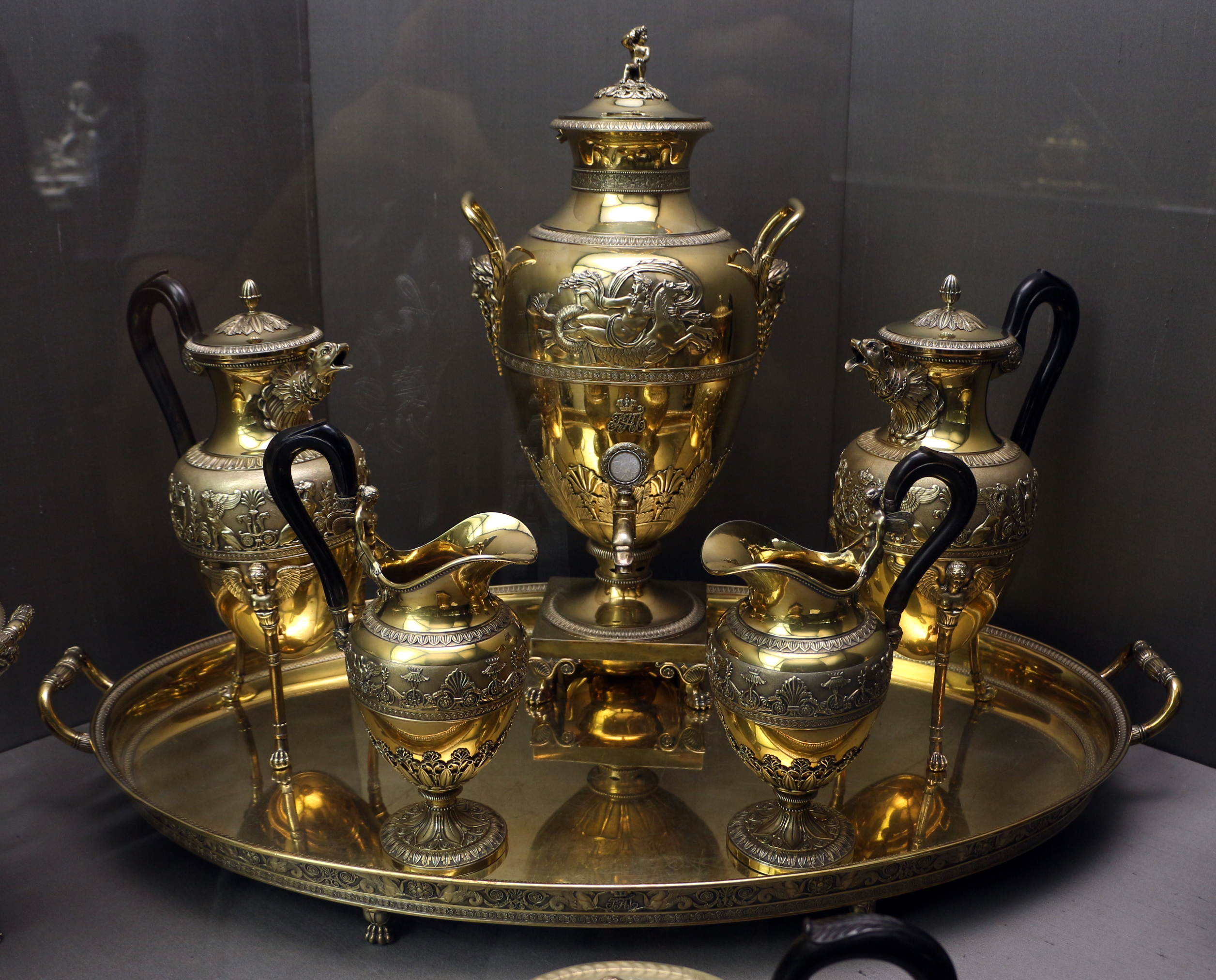
Samovar, coppia di caffettiere e lattiere con vassoio (1815)

Martin-Guillaume Biennais nacque a La Cochère il 29 aprile 1764.
Dopo la morte del padre, Biennais si trasferì a Parigi nel 1788, dove inizialmente si dedicò al commercio; si sposò ma restò vedovo dopo un anno.
La prima parte della sua carriera la dedicò soprattutto all'oreficeria, ma dopo la fine del periodo rivoluzionario, si avvicinò maggiormente all'argenteria, dato che oggetti in oro e in argento durante l'Impero napoleonico si potevano lavorare e produrre.
Oltre a tutti i tipi di argenteria, gioielli, porcellana, oggetti di culto, varie armi bianche impreziosite da decorazioni militari, produsse mobili in mogano, come cassettoni, consolle, tavolini da salotto, servizi igienici e letti.
Fu uno dei migliori esponenti argentieri nella traduzione dello stile classico diffuso per Napoleone Bonaparte dai suoi "ornatisti". Mentre Robert Joseph Auguste diede il meglio della sua arte nel periodo di Luigi XVI, Biennais e Jean-Baptiste-Claude Odiot si dimostrarono i più capaci interpreti del modello napoleonico.
Tra i due, comunque Biennais fu il più apprezzato tra i suoi contemporanei, ed anche il più prolifico.
Biennais fu il responsabile dell'esecuzione delle insegne della cerimonia di incoronazione di Napoleone, il 2 dicembre 1804: la spada, la corona d'alloro, la grande collana della legione d'onore, il Grand-Septre, la palla del mondo e la mano di giustizia.
L'opera che gli diede notorietà al suo tempo risultò la culla d'argento realizzata per il re di Roma, anche se Biennais fu probabilmente solo l'esecutore, perché il disegno fu fornito da Pierre-François-Léonard Fontaine o dall'altro grande "ornatista" dell'Impero, Charles Percier.
Tutte le altre sue opere prodotte invece furono disegnate dallo stesso Biennais, e talvolta eseguite da suoi collaboratori, come evidenziarono i marchi presenti accanto al suo.
Realizzò la maggior parte del servizio di argenteria per il re di Baviera incoronato nel 1806, ora conservato al Residenzmuseum di Monaco di Baviera, e tra i suoi clienti si possono menzionare la granduchessa di Toscana, il re dei Paesi Bassi, Gerolamo di Westfalia, il principe Camillo Borghese.
Alla fine della sua carriera, nei primi anni della Restaurazione, Biennais lavorò soprattutto per una clientela straniera.
Nel 1819, Biennais decise improvvisamente di lasciare l'azienda, passando la mano a uno dei suoi principali collaboratori. Trascorse gli ultimi anni a La Verrière, la sua residenza di campagna. Biennais morì nella sua casa di Parigi il 27 marzo 1843, all'età di settantotto anni, circondato dai suoi figli.
Biennais nell'arco della sua carriera seppe cogliere tutte le opportunità, sapendo come rispondere alla domanda dei nuovi clienti e allo stesso tempo catturare i cambiamenti del gusto, e quindi si dimostrò a suo agio di fronte alle difficoltà di un'epoca in cui il commercio era dipendente dai conflitti interni ed esterni.